# Pongolum
Dieser Artikel wurde wegen inhaltlicher Mängel auf der Qualitätssicherungsseite des Portals Geowissenschaften eingetragen. Dies geschieht, um die Qualität der Artikel im Themengebiet Geowissenschaften zu steigern. Bitte hilf mit, die Mängel zu beseitigen, oder beteilige dich an der Diskussion. (+)

Begründung: Die Darstellung der Abschnitte nimmt immer noch unzureichend Rücksicht darauf, dass alles nur ein Vorschlag ist.  ÅñŧóñŜûŝî (Ð) 17:59, 28. Jan. 2023 (CET)
Im Zuge der Neudefinition des Präkambriums wird das Pongolum zur zweiten  und abschließenden Periode innerhalb der Ära des Mesoarchaikums. Es dauerte 240 Millionen Jahre, von 3020 bis 2780 Millionen Jahre BP.

## Bezeichnung
Das Pongolum, englisch Pongolan, wurde nach der Pongola Supergroup in Südafrika und in Eswatini benannt. Die Pongola Supergroup erhielt ihre Bezeichnung von ihrer Typlokalität entlang des Pongola.

## Neudefinition der Perioden des Präkambriums
Im Zuge des Abrückens von rein radiometrisch bestimmten Periodengrenzen soll jetzt gemäß Gradstein u. a. (2012) das GSSP-Prinzip so weit wie möglich auch im Präkambrium Anwendung finden. Die Perioden werden somit anhand von bedeutenden geologischen Ereignissen definiert und nicht mehr an willkürlichen, radiometrischen Altern.

## Definition des Pongolums
Die Untergrenze des Pongolums zur ersten Periode des Mesoarchaikums, dem Vaalbarum, wird durch einen GSSP am konkordanten Kontakt zwischen dem Basalkonglomerat und dem darüberfolgenden, Quarz-reichen Sandstein der Gorge Creek Group (De Grey Supergroup) in Westaustralien festgelegt. Ihr kann ein Alter von 3020 Millionen Jahren BP zugewiesen werden. Die Obergrenze des Pongolums zum Neoarchaikum (und somit zur Periode des Methaniums) wird ebenfalls durch einen GSSP definiert, der an der Basis des Mount Roe Basalt in Westaustralien zu liegen kommt. Der ab 2780 Millionen Jahren BP abgelagerte Mount Roe Basalt gehört zur Fortescue Group und somit zur Mount Bruce Supergroup.

## Bedeutung
Das Pongolum wird durch das erstmalige Auftreten terrestrischer Sedimentbecken charakterisiert, die sich auf stabilisierten Kontinenten formieren konnten. In mächtigen, ungestörten Abfolgen auf Schelfplattformen lässt sich jetzt die Besiedlung flacher, sandiger Faziesbereiche durch Mikroben nachweisen. Mikrobengemeinschaften finden sich in den Supergroups auf dem Kaapvaal-Kraton Südafrikas und dem Pilbara-Kraton Westaustraliens. In der mehr als 9000 Meter mächtigen Pongola Supergroup sind Mikrobengemeinschaften beispielsweise sehr gut erhalten.

### Vereisung
Die älteste Vereisung der Erdgeschichte, die um 2900 Millionen Jahre BP erfolgte, kann durch zwei Diamiktithorizonte in der Mozaan Group der Pongola Supergroup nachgewiesen werden (Delfkom-Formation).

## Stratigraphie

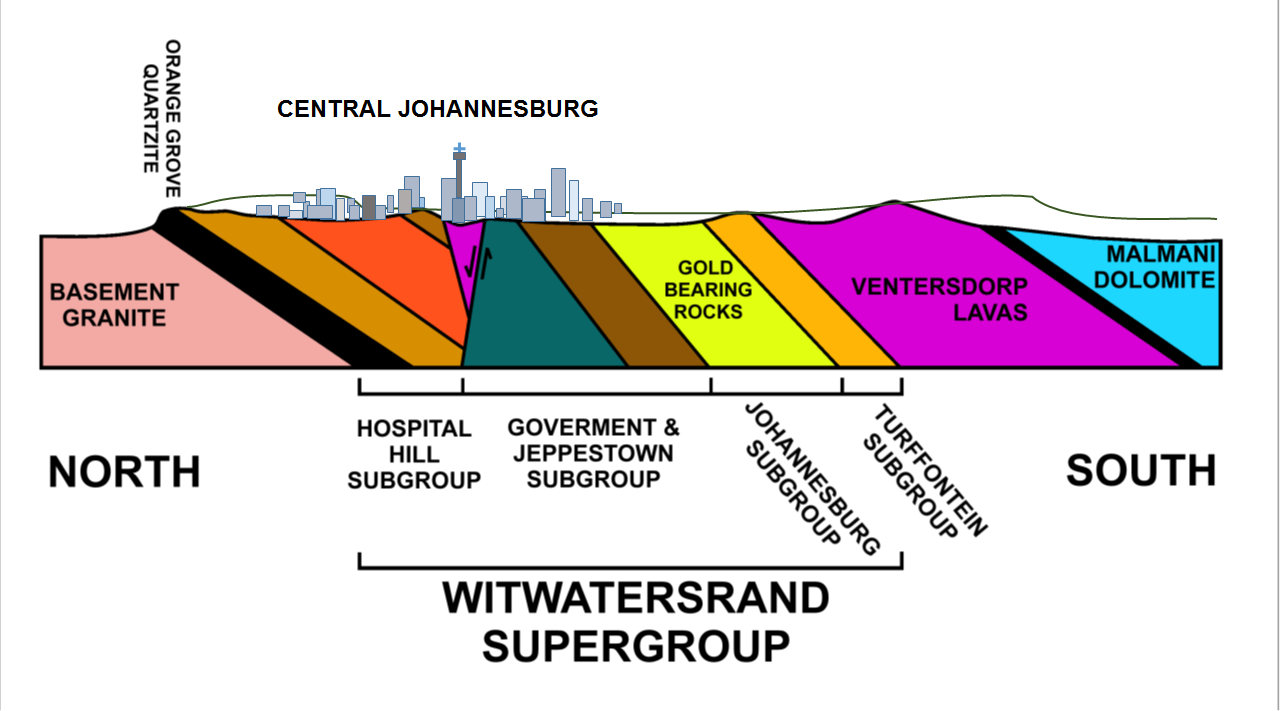
Nord-Süd-Profil durch die Witwatersrand Supergroup, Südafrika

### Bedeutende geologische Formationen
- Pilbara-Kraton in Westaustralien:
  - De Grey Superbasin mit der De Grey Supergroup – 3050 bis 2930 Millionen Jahre BP:
    - Gorge Creek Group – 3050 bis 3020 Millionen Jahre BP
    - Whim Creek Group – 3010 bis 2990 Millionen Jahre BP
    - Mallina Basin – 2970 bis 2940 Millionen Jahre BP
    - Croydon Group – 2970 bis 2940 Millionen Jahre BP
    - Nullagine Group – 2930 bis 2910 Millionen Jahre BP
- Kaapvaal-Kraton in Südafrika:
  - Pongola Supergroup in Südafrika und Eswatini – 3000 bis 2870 Millionen Jahre BP
    - Nsuze Group – 2980 bis 2960 Millionen Jahre BP
    - Mozaan Group – um 2950 bis 2837 (?) Millionen Jahre BP

  - Witwatersrand Supergroup in Südafrika – 2985 bis 2780 Millionen Jahre BP
    - West Rand Group – 2985 bis 2914 Millionen Jahre BP
    - Central Rand Group – 2872 bis 2780 Millionen Jahre BP
- Nordchina-Kraton – 3100 bis 2900 Millionen Jahre BP:
  - Quishui Group im östlichen Shandong
  - Longgang Group im südlichen Jilin
  - Lower Anshan Group im Norden von Liaoning
  - Qianan Supracrustals im östlichen Hebei
  - Chentaigou Supracrustals in Anshan
- Dharwar-Kraton im Süden Indiens:
  - Sargur Group – 3100 bis 2900 Millionen Jahre BP
  - Dharwar Supergroup
    - Bababundan Group – 2900 bis 2600 Millionen Jahre BP
      - Kalasapura-Formation – um 2910 Millionen Jahren BP
      - Santaveri-Formation und Allampur-Formation – 2848 bis 2747 Millionen Jahre BP
- Singhbhum-Kraton  im Nordosten Indiens:
  - Iron Ore Group – 3100 bis 2900 Millionen Jahre BP

### Lagerstätten
- Gold:
  - Red-Lake-Grünsteingürtel des Superior-Kratons mit der orogenen Goldlagerstätte Campbell-Red Lake – 2990 bis 2890 Millionen Jahre BP[5]
- Gold und Uran:
  - Die Witwatersrand Supergroup in Südafrika beherbergt die größten Goldvorkommen der Welt.
- Chrom (Chromit):
  - Nuggihalli Schist Belt, Sargur Group, Südindien

## Geodynamik

### Orogenesen
- North Pilbara Orogeny – 2950 bis 2910 Millionen Jahre BP. Das Kurrana-Terran wird im Südosten des Ost-Pilbara-Blocks akretiert. Das Aufdringen postektonischer Granite zwischen 2890 und 2830 Millionen Jahre BP führt zur endgültigen Kratonisierung.